# 綾部市立綾部中学校
綾部市立綾部中学校（あやべしりつ あやべちゅうがっこう）は、京都府綾部市にある公立中学校。

## 沿革
- 1947年（昭和22年） - 何鹿郡組合立綾部中学校創立[1]
- 1949年（昭和24年） - 綾部東中学校、綾部西中学校に分離[1]
- 1950年（昭和25年） - 東西両校を統合、綾部中学校とし、口上林中学校を分校とする[1]
- 1954年（昭和29年） - 口上林中学校を分離[1]
- 1955年（昭和30年）4月10日 - 何鹿郡の町村合併・市制施行に伴い、綾部市立綾部中学校となる[1]

## 主な出身者
- 山崎善也（綾部市長）
- 四方八洲男（前綾部市長）
- 屋敷豪太（ミュージシャン）
- 杉山晃紀（元プロ野球選手）
- 神内靖（元プロ野球選手）
- 久馬悠、萌（陸上競技選手、双子）

## アクセス
- JR山陰本線・舞鶴線 綾部駅から徒歩10分

## 通学区域が隣接している学校
- 綾部市立東綾中学校
- 綾部市立八田中学校
- 綾部市立何北中学校
- 綾部市立豊里中学校
- 福知山市立日新中学校
- 福知山市立六人部中学校
- 福知山市立三和中学校